# Touch of Pink
Touch of Pink, brittisk/kanadensisk film från 2004. Den är regisserad av Ian Iqbal Rashid.

## Rollista (i urval)
- Jimi Mistry - Alim
- Kyle MacLachlan - Spirit of Cary Grant
- Kirsten Holden-Reid - Giles
- Suleka Mathew - Nuru